# Tackhärads-Dammsjön
Tackhärads-Dammsjön är en sjö i Norbergs kommun i Västmanland och ingår i Dalälvens huvudavrinningsområde. Sjön har en area på 0,0543 kvadratkilometer och ligger 164,4 meter över havet.

## Delavrinningsområde
Tackhärads-Dammsjön ingår i det delavrinningsområde (667028-150766) som SMHI kallar för Mynnar i Klintboån. Medelhöjden är 193 meter över havet och ytan är 8,5 kvadratkilometer. Det finns inga avrinningsområden uppströms utan avrinningsområdet är högsta punkten. Vattendraget som avvattnar avrinningsområdet har biflödesordning 3, vilket innebär att vattnet flödar genom totalt 3 vattendrag innan det når havet efter 142 kilometer. Avrinningsområdet består mestadels av skog (81 procent). Avrinningsområdet har 0,22 kvadratkilometer vattenytor vilket ger det en sjöprocent på 2,6 procent.